# Letheobia simonii
Letheobia simonii — вид змій родини сліпунів (Typhlopidae). Мешкає на Близькому Сході.

## Поширення і екологія
Letheobia simonii мешкають в Ізраїлі, південно-західній Сирії і північно-західній Йорданії, можливо, також в Лівані. Вони живуть в чагарникових заростях.